# 阿部賢一 (政治家)
阿部 賢一（あべ けんいち、1963年12月15日 - ）は、日本の政治家。群馬県みなかみ町長（1期）。

## 来歴
群馬県利根郡新治村須川出身。1984年3月、群馬県立農林大学校を卒業。
2008年5月1日、みなかみ町議会議員〈合併後〉に初当選。2022年6月20日、町長選挙に出馬意向。7月31日、辞職〈5期:トップ当選2回〉。2022年10月2日、みなかみ町長選挙に初当選。
※当日有権者数：15,364人 最終投票率：71.05%（前回比：＋5.57pts）
| 候補者名  | 年齢 | 所属党派 | 新旧別 | 得票数  | 得票率 | 推薦・支持 |
| --------- | ---- | -------- | ------ | ------- | ------ | ---------- |
| 阿部 賢一 | 58   | 無所属   | 新     | 5,951票 | 55.4%  |            |
| 鬼頭春二  | 70   | 無所属   | 現     | 4,789票 | 44.6%  |            |

10月28日、初登庁。